# Kimmerosaurus
Kimmerosaurus ('hagedis van Kimmeridge') is een geslacht van uitgestorven plesiosauriërs uit de familie Cryptoclididae uit het Laat-Jura. Kimmerosaurus is het nauwst verwant aan Tatenectes.

## Ontdekking
In 1981 benoemde David Brown de typesoort Kimmerosaurus langhami. Het eerste deel van de geslachtsnaam van Kimmerosaurus komt van de locatie van de eerste Kimmerosaurus-fossielen, de Kimmeridge Clay-afzettingen van Dorset (deze afzettingen hebben ook hun naam gegeven aan het Kimmeridgien, een etage van het Jura). Het tweede deel komt van het Griekse woord σαυρος (sauros), 'hagedis' of reptiel. De soortaanduiding eert Peter Langham die in 1976 het holotype en een tweede specimen had gevonden. Dat laatste bevond zich nog in de particuliere collectie van Robert A. Langham en was niet vrij toegankelijk voor andere onderzoekers. Brown nam het daarom niet mee in de beschrijving omdat collegae de juistheid daarvan niet zouden kunnen controleren.
Het holotype is NHMUK PV R8431 (eerder BMNH R8431). Het bestaat uit het achterdeel van een schedel en een rechteronderkaak. Het was 250 tot 270 meter ten westen van de Freshwater Steps, ten westen van Egmont Bight, op de Isle of Purbeck, Dorset (in Endcombe Bay op de kust vijf kilometer ten zuiden van Corfe Castel, bij Swyre Head-Champan's Port) aangetroffen in een laag leisteen.
In 1986 werd het tweede specimen toegewezen, WNHMUK PV R 10042, in 1976 door Peter Langham gevonden op twee meter van het holotype en intussen door Robert Langham aan het Natural History Musem overgedaan. Het betreft een schedel met onderkaken en vijf halswervels.
Tegelijkertijd werd een derde specimen toegewezen: BMNH R.1798. Het was tegen 1884 door de verzamelaar R. Damon geborgen nabij Weymouth, vermoedelijk van een klif tussen Sandsfoot Castle en de Portland Ferry Bridge. Het was in 1890 door het British Museum uit de erfboedel van Damon verworven. Het bestaat uit een schedel met onderkaken.
In 1999 werd door Etches nog een linkeronderkaak toegewezen, specimen K873.
Er zijn zeer weinig fossiele overblijfselen van Kimmerosaurus bekend. Er is zelfs niets gevonden dat laat zien hoe Kimmerosaurus er onder de nek uitzag, hoewel de atlas en de draaier vergelijkbaar zijn met die van de plesiosauriër Colymbosaurus. Het is dit gebrek aan postcraniale fossielen en de overeenkomsten in botten die hebben geleid tot de suggestie dat Kimmerosaurus-fossielen het ontbrekende hoofd zouden kunnen zijn van Colymbosaurus, een vergelijkbare plesiosauriër zonder bekende schedelfossielen.

## Beschrijving
Omdat Kimmerosaurus alleen bekend is van een schedel (en een paar nekwervels), komt een groot deel van de beschrijving van de plesiosauriër van zijn tanden; die zijn scherp, sterk teruggebogen en buccolinguaal samengedrukt (samengedrukt van de wangzijde naar de tongzijde, dus overdwars). Ze hebben geen ornamentering. De premaxilla heeft slechts acht tanden, terwijl er zesendertig tot zevenendertig tanden op elke tak van de onderkaak zijn. De wandbeenderen van Kimmerosaurus vormen geen sagittale kam. Het quadratum overlapt de achterste tak van het pterygoïde. De processus paroccipitales zijn kort en massief gebouwd. De achterhoofdsknobbel wordt omringd door een groeve en raakt de steunen van de exoccipitalia. De algehele schedel van Kimmerosaurus is vergelijkbaar met Cryptoclidus, maar veel breder.
De halswervels zijn amficoel en korter dan hoog. Hun gewrichtsvlakken hebben de vorm van een dubbele S.

## Paleo-ecologie

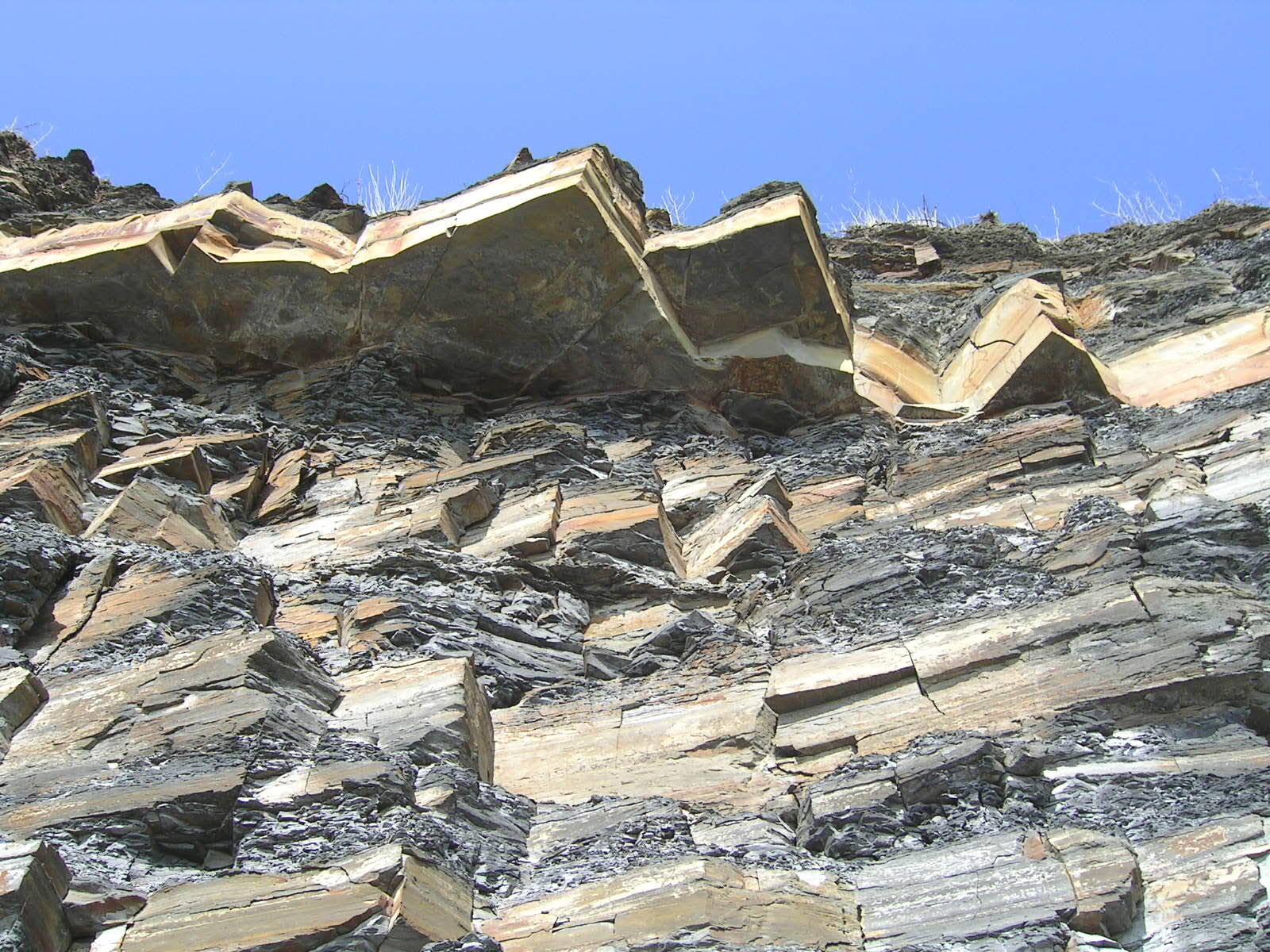
De Kimmeridge Clay levert veel platen met fossielen op

Kimmerosaurus-fossielen zijn gevonden in de Kimmeridge Clay-formatie nabij de stad Kimmeridge, in Dorset, Engeland. Dit dier heeft mogelijk een groot deel van wat nu de Jurassic Coast is, een werelderfgoed in het zuiden van het Verenigd Koninkrijk, doorkruist.

## Fylogenie
Kimmerosaurus werd in de Cryptoclididae geplaatst.
In veel analyses valt Kimmerosaurus als zustersoort van Cryptoclidus maar soms ook van Tatenectes.
Het volgende kladogram toont een analyse uit 2010.
|  | Muraenosaurus |
|  |               |
|  | Tricleidus    |
|  |               |

|  | Cryptoclidus  |
|  |               |
|  | Kimmerosaurus |
|  |               |

|  | Muraenosaurus |
|  |               |
|  | Tricleidus    |
|  |               |

|  | Cryptoclidus  |
|  |               |
|  | Kimmerosaurus |
|  |               |